# Старий Мартинів
Старий Марти́нів — село Бурштинської міської громади Івано-Франківського району Івано-Франківської області.

## Історія
Першу письмову згадку про село датовано 23 грудня 1437 року.
В околицях села тривали запеклі бої під час Першої світової війни, тут у Першу світову війну (червень 1915 р.) при звільненні Галичини від російських військ загинули 707 солдатів 19-ї Пльзенської піхотної дивізії австро-угорської армії родом з Чехії. У 2022 році встановлено пам’ятник загиблим воїнам.
У 1939 році в селі проживало 760 мешканців (630 українців-грекокатоликів, 80 українців-римокатоликів, 20 поляків, 30 євреїв).

## Сучасність
15 грудня 2021 р. в селі урочисто відкрили нову амбулаторію загальної практики сімейної медицини для сіл Новий Мартинів, Старий Мартинів, Різдвяни, Тенетники.

## Населення

### Мова
Розподіл населення за рідною мовою за даними перепису 2001 року:
| Мова       | Кількість | Відсоток |
| ---------- | --------- | -------- |
| українська | 466       | 99.79%   |
| російська  | 1         | 0.21%    |
| Усього     | 467       | 100%     |

## Відомі люди

### Народилися
- Петрів Володимир Юліанович — лауреат Шевченківської премії.
- Яськів Василь Михайлович — командир куреня УПА «Сивуля», лицар Бронзового хреста бойової заслуги УПА.

### Дідичі, посідачі
- Кристин з Мартинова, мав доньку Ядвігу, дружину Яна «Колюшка» Коли[9]